# Kamov Ka-60
Ka-60, có tên hiệu là Kasatka (tiếng Nga: "Касатка", nghĩa là Cá hổ kình), là máy bay trực thăng trinh sát của Nga do Kamov chế tạo bắt đầu từ cuối thập niên 1990. Nó cũng được sử dụng vào các mục đích quân sự khác như vận tải nhẹ, ngăn chặn tín hiệu điện tử của đối phương,... Khác với nhiều model máy bay trực thăng khác của Kamov, Ka-60 chỉ có một cánh quạt chính 4 cánh; vì thế, nó phải dùng đến một cánh quạt đuôi để giữ thăng bằng.

## Các biến thể
- Ka-60: Biến thể đa nhiệm cơ bản.

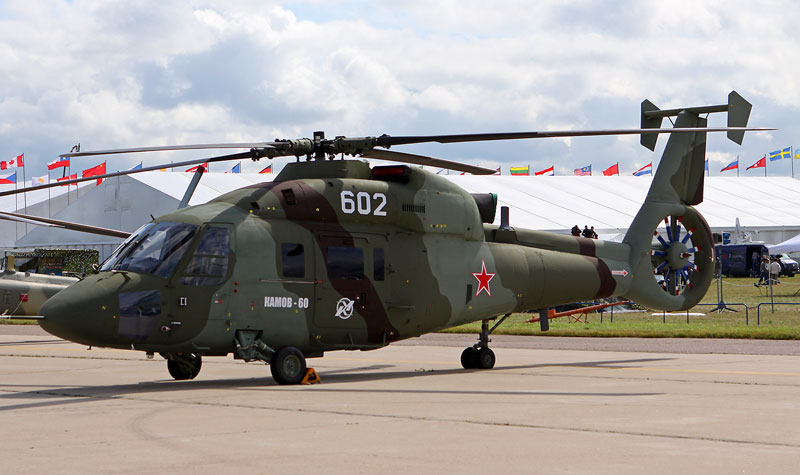
Kamov Ka-60 tại MAKS 2009

- Ka-60U: Biến thể dùng cho huấn luyện.
- Ka-60K: Biến thể cho hoạt động trên biển.
- Ka-60R: Trực thăng trinh sát.
- Ka-62: Biến thể dân sự bán trong thị trường nội địa trang bị động cơ Turbomeca Ardiden 3G.[1]
- Ka-64 Sky Horse: Biến thể để xuất khẩu. Đã được phương Tây xác nhận, trang bị 2 động cơ General Electric T700/CT7-2D1 và cánh quạt chính 5 cánh.